# Пять песен
Пять песен (итал. Cinque canti) — вокальный цикл Луиджи Даллапикколы для баритона и камерного ансамбля, написанный по заказу Фонда Элизабет Спрэг Кулидж при Библиотеке Конгресса в 1956 году на стихи античных лириков в вольном переводе на итальянский Сальваторе Квазимодо. Характеризуется исключительной степенью взаимопроникновения слова и музыки. Работа ознаменовала полное устранение тонального центра в музыке композитора. Также сочинение известно подчёркнуто симметричной на всех уровнях структурой с идеограммой Распятия в центре партитуры.

## История написания
Идея сочинения возникла у композитора в начале 1956 года, когда ему довелось спустя более чем десятилетие после окончания этапных для своего формирования трёх вокальных циклов, объединённых общим названием «Греческая лирика», вновь обратиться к сборнику переводов античной поэзии, выполненных Сальваторе Квазимодо. Даллапиккола предварительно отобрал одиннадцать стихотворений (как и в случае с «Греческой лирикой» в выборе и истолковании греков опираясь на эссе Лучано Анчески, предварявшее переводы Квазимодо), переписав их и, в соответствии со своей многолетней привычкой, нося их ежедневно с собой, постепенно проникаясь каждым словом и каждым их слогом. Когда весной того же года от Фонда Элизабет Спрэг Кулидж при Библиотеке Конгресса в Вашингтоне композитору поступил заказ на сочинение для баритона и ансамбля, процессы отбора, осмысления и поиска характера музыкального эквивалента текстов продвинулись достаточно далеко, в результате чего собственно партитура была написана всего за несколько месяцев. В начале были написаны части 4, 2 и 3 соответственно; затем 1 и 5 (в каком порядке были написаны эти крайние части цикла, сам композитор вспомнить затруднялся).
Вчерне текст работы был завершён накануне отбытия Даллапикколы в США (для преподавания в 1956-57 учебном году в нью-йоркском Куинс-колледже) через Женеву в ночь с 12 на 13 августа; партитура была закончена уже в пути. На последней её странице композитором была поставлена дата: 13 сентября 1956 г., Флашинг, Нью-Йорк. Тем самым Даллапиккола в последний раз символически, посмертно, отдал дань уважения Шёнбергу, как было уже в случае c «Четырьмя стихотворениями Антонио Мачадо», «Тремя поэмами» и «Иовом», завершение которых приурочивалось им ко дню рождения «отца додекафонии». Партитура была отослана композитором в издательство «Suvini Zerboni» 3 октября 1956 года.

## Текст и структура
В «Пяти песнях» вновь (после «Греческой лирики») Даллапиккола обратился к поэтическому переосмыслению античной поэзии, осуществлённому Сальваторе Квазимодо, но теперь на принципиально новом уровне: от вольных экспериментов он пришёл к полному овладению техникой. Сочинение состоит из пяти частей:
1. «Подождём утреннюю звезду…» (Ион Хиосский). Molto animato.
2. «Золотистые птицы, звонкоголосые, вольные…» (Аноним). Tranquillo; serenamente.
3. «Ахерон, что терзает людей…» (Лициний). Rapinoso.
4. «Почивают гор вершины и ущелья…» (Алкман). Lentamente.
5. «И горю, как долгою ночью горят звёзды…» (Ивик). Mosso; scorrevole.

Сама последовательность выбранных текстов, по замыслу композитора, отражает ход человеческой жизни от рождения (рассвета) до смерти (заката). Музыкальная структура симметрична и увязана с выбором текстов. Симметричности структуры соответствует симметричность серии, чей второй гексахорд является ракоходом инверсии первого: [65e-208-197-t43].
В центре сочинения — символизирующий для Даллапикколы земную юдоль фрагмент из Лициния: «Ахерон, // Что терзает людей, // Бесконечно бурлящий источник плача и скорби». Центральность его подчёркивается пятикратно повторяемой идеограммой Распятия, что роднит «Пять песен» с традицией «музыки для глаз» позднего Средневековья и Возрождения, и было вдохновлено созерцанием Распятия в церкви Сан-Феличе (композитор даже зарисовал его), ежедневные молитвы в которой были неотъемлемой частью распорядка дня богобоязненного Даллапикколы.
Сам композитор ретроспективно отмечал независимость своего замысла от подобных ему, в частности, указывая на то, что на момент сочинения ему не было известно о существовании хранящегося в Музее Конде в Шантийи манускрипта, где пьеса Бода Кордье «Моя прекрасная…» («Belle bonne sage plaisante et gentille») выписана в форме сердца.
Выбор серии был изначально продиктован замыслом изобразить распростёртые на кресте руки Христа графическими средствами, предоставляемыми партитурой. Ещё до отъезда в США Даллапиккола специально по этому поводу связывался с издательством, чтобы заручиться гарантией того, что это будет возможно реализовать типографически. В идеограмме видны элементы сериального мышления, контролирующего длительности, а также нечто родственное «необратимым ритмам» Мессиана.

## Место в творчестве композитора
«Пяти песням», а также написанному годом позже «Концерту на Рождественскую ночь 1956 года» Даллапиккола придавал решающее значение в эволюции своего музыкального языка, а сам 1956 год считал поворотным как ознаменовавшим полное овладение им додекафонной техники и таящегося в ней потенциала, в чём он ретроспективно признался Йозефу Руферу в январе 1961 года во время беседы с тем на Берлинском радио в рамках передачи о современной итальянской музыке. Открывающийся «Пятью песнями» новый этап творчества композитора охарактеризовался полным отказом от тонального центра и каких-либо на него аллюзий, регулярно присутствовавших в работах Даллапикколы ранее.
«Пять песен» также продолжают метрические и тембровые эксперименты, начатые в «Песнях на стихи Гёте» (1953). Тембр как независимый параметр выполняет структурообразующую роль в построении пронизывающих цикл неточных канонов.

## Состав
Сочинение написано для баритона и камерного ансамбля в составе: флейта и альтовая флейта, арфа и фортепиано, кларнет «ля» и бас-кларнет, альт и виолончель. К окончательному составу ансамбля Даллапиккола пришёл в ходе непосредственной работы над партитурой, осознав также необходимость упорядочивания инструментов по тембрам с выделением четырёх их пар.

## Посвящение
«Пять песен» посвящены американскому композитору Роджеру Сешенсу, бывшему близким другом композитора в течение нескольких десятилетий. Сешенс, в свою очередь, ответил на эту любезность посвящением в 1959 году Даллапикколе своих «Идиллий Феокрита» для сопрано и двух фортепиано.

## Первые исполнения
Мировая премьера «Пяти песен» неожиданно для композитора оказалась под угрозой срыва, когда баритон Мартиал Сингер, рассматривавшийся в качестве солиста (в связи с чем Даллапиккола отказался от своего исходного замысла написать сочинение для контральто), ознакомившись с партитурой, заявил, что сочинение неисполнимо, и отказался от дальнейшего сотрудничества. В результате чуть было не разразился скандал, так как сложилась беспрецедентная за всю историю деятельности респектабельного Фонда Спрэг Кулидж ситуация, широко освещавшаяся в прессе (впервые музыке в этой связи даже была посвящена передовица «Вашингтон Пост»). Стравинский по этому поводу в одной из своих бесед с Робертом Крафтом отметил: «Произведение вроде „Пяти песен“ Даллапиккола не содержит никаких проблем, связанных с инструментальной интерваликой (eгo крестообразные построения в духе Джорджа Герберта предназначены для глаза и не представляют никакой сложности для слуха; невозможно услышать музыкальное изображение креста). Трудности здесь всецело ритмические, и средний музыкант должен учить подобную вещь такт за тактом».
В конце концов, Сингера заменил Фредерик Фуллер, и мировая премьера состоялась 30 ноября 1956 года в Вашингтоне в концертном зале Библиотеки Конгресса; европейская премьера прошла в рамках цикла концертов «Музыка нашего времени» на Западногерманском радио в Кёльне. Даллапиккола надеялся на то, что петь будет Фишер-Дискау, однако в итоге партию баритона исполнил Эберхард Вехтер (Фишер-Дискау позднее солировал в немецкой премьере «Молитв»).
Мировая премьера и последующие концерты убедительно показали, что сочинение является крайне сложным для исполнения. Полностью удовлетворившего бы его исполнения композитор при жизни так и не услышал, выделяя, впрочем, работу с «Пятью песнями» Булеза. Череда разочарований даже вынудила Даллапикколу, когда в начале 1959 года в Милане готовился очередной концерт с «Пятью песнями» под управлением Шерхена, попросить своего бывшего ученика Берио присутствовать на репетициях и сообщать ему об успехах музыкантов (чтобы приехать на концерт лишь при наличии оснований наконец-то услышать свою музыку такой, какой она была им написана): к сожалению, Берио лишь на последней репетиции увидел проблески света, когда воодушевлённый известием Даллапиккола прибыть из Флоренции вовремя не мог уже просто физически. Запись «Пяти песен» с Шерхеном (с другим составом) была издана десятилетия спустя, в 1990 году.

## Записи
- 1957: Ансамбль Джульярдской школы музыки под управлением Фредерика Праусница[англ.], баритон Фредерик Фуллер. Концертная запись 1 февраля 1957 года. Не издавалась.
- 1958/90: Солисты оркестра им. Алессандро Скарлатти под управлением Пьера Булеза, баритон Теодоро Роветта. Концертная запись 9 июня 1958 года в Неаполе. Издано лейблом «Stradivarius» (STR 10029).
- 1964/90: Солисты оркестра театра «Ла Фениче» (Венеция) под управлением Германа Шерхена, баритон Марио Базиола[итал.]; запись с концерта 8 сентября 1964 года, издана в 1990 году на диске «Stradivarius» (STR 10034).
- 1969: Тот же состав, что и в записи 1957 года. Запись многократно переиздавалась на грампластинках «CBS Epic», а позднее и на компакт-диске: Philips Modern Music Series A 01526 L.
- 1979: «Arch Ensemble» под управлением Роберта Хьюза, баритон Томас Бакнер[англ.]; 1750 Arch Records S-1782. Критикой отмечается высокий уровень исполнения в целом (Хьюз в 1959-60 годах брал уроки композиции у Даллапикколы и хорошо знал его музыку), однако указывается на грубые интонационные ошибки солиста, вплоть до вольного «транспорта» им отдельных фраз[10]. Несмотря на это, запись следует считать наиболее художественно цельной и убедительной из всех существующих.

В Архиве Даллапикколы во Флоренции также доступен для ознакомления ряд других концертных записей, включая сделанную Хансом Росбаудом с баритоном Дереком Ольсеном в 1958 году в Баден-Бадене.